# Soixante-Quinze
 (octobre 2023).
Soixante-Quinze (sous titré « Le mensuel curieux de Paris ») était un magazine mensuel indépendant d’information locale. Le premier numéro est sorti en kiosque le 30 mars 2016 et le dix-neuvième numéro aurait dû sortir le 29 novembre 2017. Il était édité par la société Arrondiss'Presse. Le magazine a été créé par l’équipe de l’ancien mensuel Le 13 du mois (consacré à l'actualité du 13e arrondissement de Paris) et une partie de l’équipe du site dixhuitinfo.com (consacré à l'actualité du 18e arrondissement de Paris). 

## Ligne éditoriale
Soixante-Quinze proposait des longs reportages, portraits, enquêtes sur la vie quotidienne à Paris, sans nécessairement suivre l’actualité. Dans un article publié par le site internet du magazine Les Inrocks le 29 mars 2016, la rédaction explique avoir pour ambition de raconter « la vie telle qu’elle est » à Paris.

## Distribution
Soixante-Quinze était vendu dans tous les kiosques à journaux parisiens et dans certaines librairies. Le magazine était aussi disponible dans les grandes gares reliées à Paris.

## Collaborations
Une œuvre du dessinateur Nicolas Vial était publiée tous les mois. Soixante-Quinze collaborait avec le collectif de photographes Hans Lucas.